# Jack Randall
Jack Randall (* 25. November 1794 in London, England; † 12. März 1828) war ein englischer Boxer irischer Abstammung in der Bare-knuckle-Ära. 
Obwohl er Alkoholiker war, war er ein sehr erfolgreicher Boxer und wurde im Jahr 2005 in die International Boxing Hall of Fame aufgenommen.
Randall starb bereits im Alter von 33 Jahren.